# Luis Mariano

Luis Mariano, cujo nome verdadeiro era Mariano Eusebio González y García, (Irun, País Basco Espanhol em 13 de agosto de 1914 - Paris em 14 de julho de 1970) foi um tenor basco que viveu a maior parte da sua vida na França.
Tornou-se celebridade em 1945 graças a La Belle de Cadix, uma opereta de Francis Lopez. Era conhecida como o "Príncipe das operetas".
Seu túmulo em Arcangues ainda é visitado e coberto de flores por seus fãs, mesmo após décadas de seus sucesso.